# Crux
Pour les articles homonymes, voir Crux (homonymie).
Crux est un comics publié par CrossGen, scénarisé par Mark Waid puis Chuck Dixon et dessiné par Steve Epting, qui dura 33 épisodes.

## Synopsis
La série met en scène des Atlantes restés en stase pendant 100 000 ans à la suite d'un accident et qui doivent faire face à une Terre devenue méconnaissable, transformée en parc d'attraction musée, à la suite de la disparition énigmatique de sa population et confrontée depuis à une invasion par des soldats de la Negation.
Sous la houlette du mystérieux étranger qui les a réveillé en leur apposant une marque particulière, différente du Sigil, six atlantes aux talents spécifiques doivent mettre de côté leurs problèmes personnels pour protéger ceux des leurs qui sont restés en stase tout en élucidant les mystères qui les entourent, avec l'aide de Geromi, gardien du parc.

## À noter
Le numéro 8 de CrossGen Chronicles (Mark Waid / Esteban Maroto) raconte comment les deux leaders des atlantes, en faisant face à une crise, firent les choix qui devaient décider de leur conduite à venir.

## Publications
Les numéros 1 à 10 de la série ont été traduits en France par Semic dans les 10 numéros de la revue Crossgen Spécial.